# Ручкін Олександр Олександрович
Олександр Олександрович Ручкін (26 листопада 1963, Казахська РСР — 2 вересня 2015, Перу) — радянський і російський альпініст, Майстер спорту СРСР, Заслужений майстер спорту Росії, майстер спорту Росії міжнародного класу, чемпіон СНД у зимовому й висотно-технічному класах, багаторазовий чемпіон Росії в технічному і скельному класах, дворазовий володар «Золотого льодоруба Росії», а також міжнародної нагороди за видатні досягнення в альпінізмі «Золотий льодоруб» (в команді — за першопроходження північної стіни Жанну (7710 м), Гімалаї).
Загалом здійснив понад трьохсот сходжень, в тому числі понад сто вищої категорії складності, з яких дванадцять стінних найскладніших першопроходжень на Кавказі, Паміро-Алаї, Тянь-Шані, в Альпах, Андах, Гренландії та Гімалаях.

## Біографія
Олександр Ручкін народився 26 листопада 1963 року в Казахстані «в невеликому містечку, що знаходиться в степу, куди регулярно приземлялися космонавти». Пізніше сім'я переїхала в Україну. У дитинстві та юності займався гандболом, десятиборством, спортивною стрільбою, дзюдо — останнім деякий час продовжував займатися і в більш зрілому віці.
Після закінчення школи вступив до Харківського вищого військового командно-інженерного училища ракетних військ. 1984 року, під час навчання в училищі, вперше сходив у нескладний гірський похід на Кавказ, після якого вирішив спробувати свої сили в альпінізмі. Почав тренуватися в секції при заводі «Кіровець» під керівництвом тренера Ігоря Винокура. У 1985 році за дві зміни навчання в альптаборі «Ельбрус» на Кавказі отримав свій перший (3-й) спортивний розряд з альпінізму.

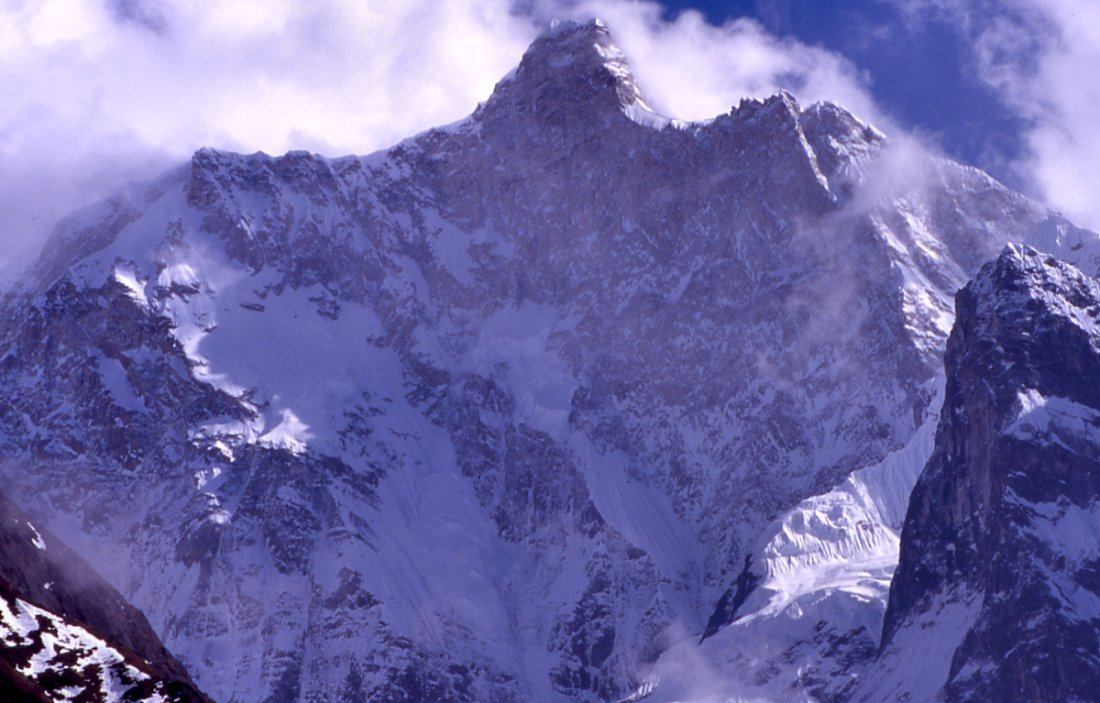
Північна стіна Жанну

1986 року, після закінчення училища, отримав розподіл (за власним бажанням) для подальшого проходження служби в місто Алейськ (Алтайський край). Того ж року на зборах в альптаборі «Варзоб» (Таджикистан) «закрив» 2-й альпіністський розряд. У 1989 році, через три роки служби, разом з товаришем по службі, другом і партнером по сходжень Сергієм Капраловим був звільнений з лав збройних сил, в зв'язку з чим вони «стали вільними від військового маразму і були безмежно щасливі». Того ж року Олександр Ручкін закінчив школу інструкторів у навчально-методичному центрі «Ельбрус», а з командою Сибірського військового округу з альпінізму посів третє місце в чемпіонаті Збройних Сил. Наприкінці літа переїхав до Фрунзе на альпіністську базу «Ала-Арча», на якій прожив кілька років і працював тренером-інструктором у ЦСКА.
Після розпаду СРСР Олександр переїхав до Омська, в якому прожив понад п'ять років і одружився. Через деякий час переїхав до Алмати, а у 2003 році перебрався до Санкт-Петербурга, де проживав із сім'єю аж до своєї трагічної загибелі.
Від 1990 до 2000 року в складі різних команд здійснив дуже багато складних (переважно скельних стінових) сходжень V—VI категорій складності, багато з яких отримали призові місця на чемпіонатах СРСР, СНД і Росії в скельному, технічному й висотно-технічному класах. 1991 року за 3-є місце на чемпіонаті СРСР з альпінізму отримав звання Майстер спорту СРСР, а в 1994 році був удостоєний звання Майстер спорту Росії міжнародного класу.
Від 1996 до 2007 року брав участь у проекті «Російський шлях — стіни світу» (керівник А. Одинцов), метою якого є сходження за новими маршрутами по найвідоміших і найскладніших скельних стінах у світі. У рамках цього проекту пройшов західну стіна піку Аксу (Туркестанський хребет) (1-ше місце на чемпіонаті Росії в технічному класі), Стіна Тролів (Норвегія), Велике Вітрило (англ. Great Sail Peak) (Баффінова Земля, найкраще сходження року), Кизил-Аскер (Тянь-Шань), Північна стіна Жанну (Гімалаї). Після сходження на Кизил-Аскер вирішив полишити проект.
Від середини 2000-х років географія сходжень Олександра була дуже широка. У 2008 році здійснено низку сходжень у Перу і Аргентині. 2009 року за першосходження у зв'язці з альпіністом із Киргизстану Михайлом Михайловим на Пік 6134 м у масиві Гунгашань, Китай) Ручкін став володарем головної національної премії країни «Золотий льодоруб Росії» (за це саме сходження двійку також номіновано на альпіністський «Оскар» Piolet d'Or).

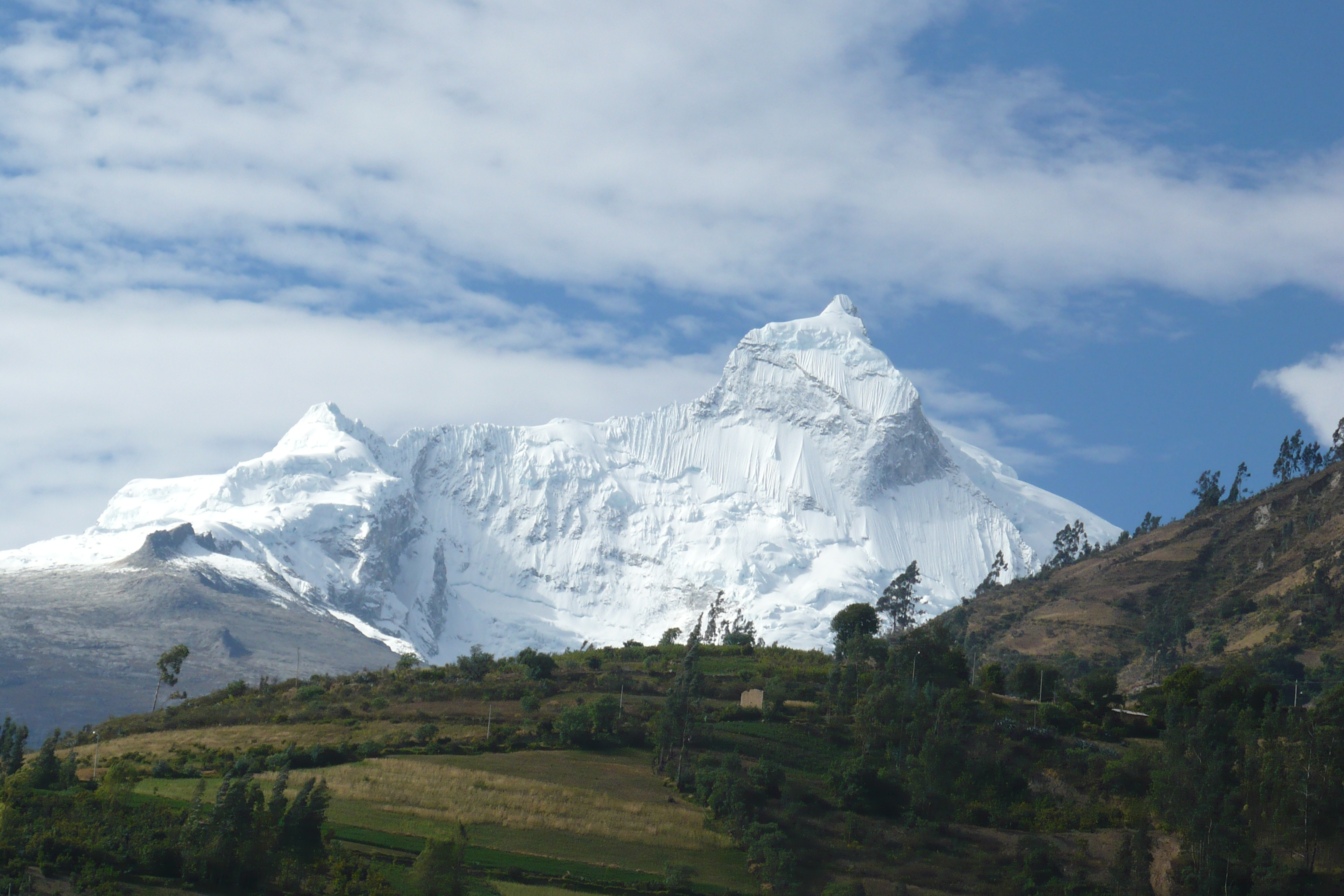
Масив Хуандой

2010 року проведено кілька експедиції в Патагонію і Альпи. У травні 2011 року Ручкін і Михайлов здійснили першосходження на вершину Акулячий Зуб (англ. Shark Tooth) в Гренландії. У грудні 2013 року за сходження на гімалайський шеститисячник Кусум-Кангуру за маршрутом «Провалюючись у порожнечу» (у двійці з В'ячеславом Івановим) О. Ручкін став дворазовим володарем «Золотого льодоруба Росії». Церемонія нагородження відбулася 14 грудня в Міжнародному прес-центрі РИА Новости.
У серпні 2015 року О. Ручкін у двійці з В. Івановим планували сходження на вершину Хуандой-Південна (Анди). 12 серпня вони прибули в Перу, а 17 серпня почали обробку маршруту. 27 серпня двійка надіслала останнє повідомлення, після чого альпіністи перестали виходити на зв'язок. 2 вересня рятувальний загін компанії Peru Expeditions, що вийшов на пошуки зниклих альпіністів знайшов їхні тіла на висоті 5300 метрів. Точні обставини трагедії не з'ясовані.
Похорони Олександра Ручкіна відбулись 19 вересня 2015 року.